# Großes Palfenhorn
Das Große Palfenhorn (auch Balfenhorn, Palvenhorn, Palfelhorn) ist ein 2222 m ü. NHN hoher Gipfel in den Berchtesgadener Alpen, an der Grenze Bayern−Salzburg, zusammen mit dem benachbarten Kleinen Palfenhorn Palfenhörner genannt.

## Lage
Von Norden gesehen liegt das Große Palfenhorn am Ende des Wimbachtals, österreichischerseits über dem Weißbachtal bei Lofer im Pinzgau. Über den Gipfel verläuft die Grenze zwischen Deutschland und Österreich von der Wimbachscharte kommend weiter zur Kühleitenschneid.

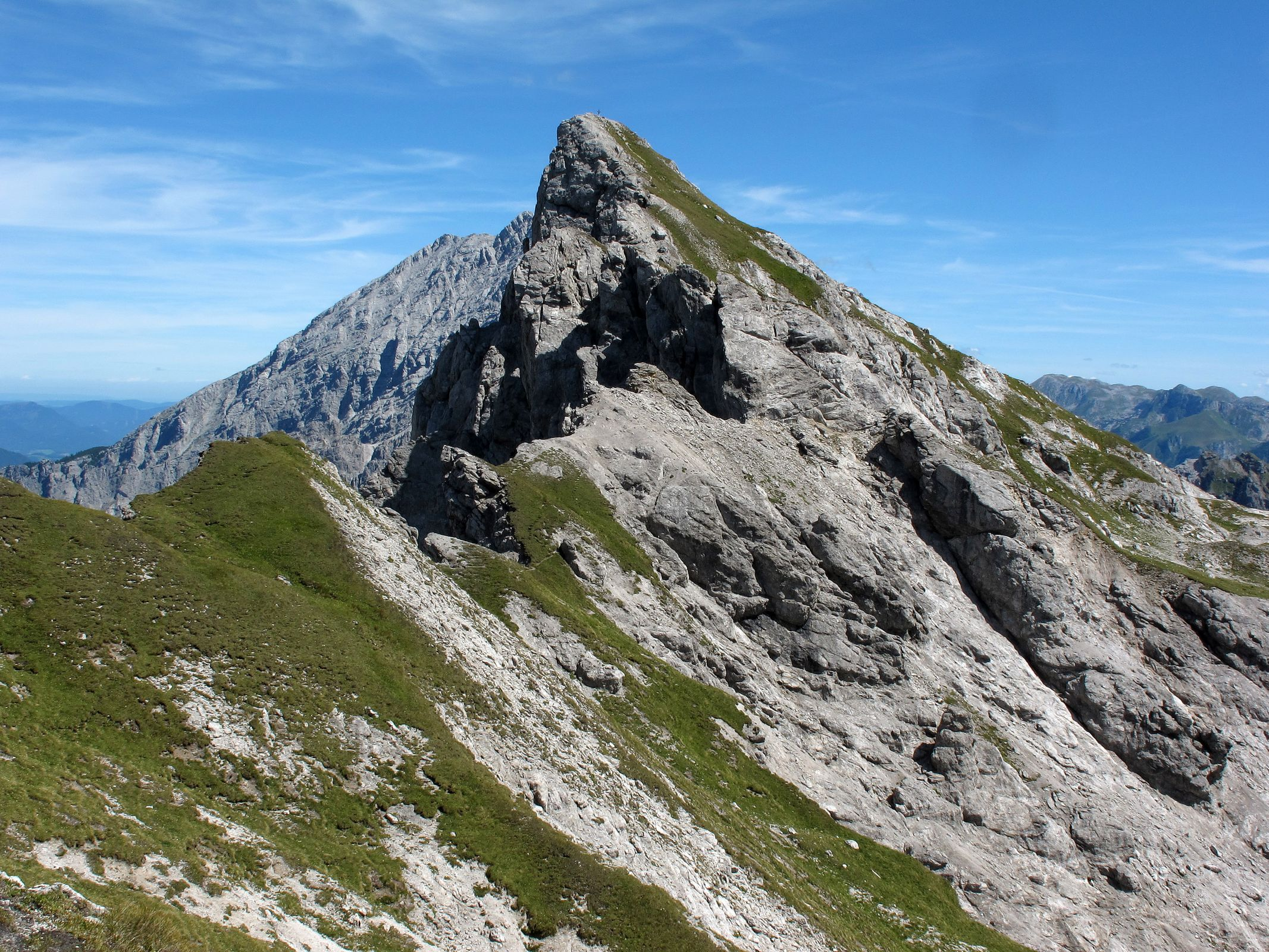
Großes Palfenhorn von der Hochwiesscharte, dahinter der Watzmann

Nördlich erhebt sich der Hochkalter, nordöstlich der Watzmann, südöstlich der Große Hundstod, nordwestlich die Hocheisspitze.
Direkt nordwestlich im Kamm folgt die Wimbachscharte (2004 m), südöstlich die Kühleitenschneid (minimal um 2020 m). Dadurch bilden die Palfenhörner mit dem südwärtigen Seehorn (2321 m) am Dießbach-Stausee (dazwischen der Hochwiessattel, ca. 2040 m) eine kleine Untergruppe. Diese wird bayrischerseits zur Südlichen Wimbachkette des Hochkaltergebirges gerechnet, österreichischerseits üblicherweise zum Steinernen Meer.
Der Name Palfen ist ein anderes Wort für ‚Fels‘.

## Zustiege
Das Große Palfenhorn ist von der Wimbachscharte (aus dem Wimbachtal von der Wimbachgrieshütte) oder vom Hochwiessattel (Seehornüberschreitung, aus dem Dießbachtal oder vom Ingolstädter Haus, letztere beide über die Hochwies) jeweils über den brüchigen Südwestgrat zu erreichen. Der teilweise abgerutschte, spärlich markierte Weg führt meist rechts des Grates zum Gipfelkreuz. Das Gipfelkreuz wurde im Jahr 1999 erneuert und wurde am 16. Oktober 1999 geweiht.